# Aloe nicholsii
Aloe nicholsii är en grästrädsväxtart som beskrevs av Gideon F.Sm. och N.R.Crouch. Aloe nicholsii ingår i släktet Aloe och familjen grästrädsväxter. Inga underarter finns listade i Catalogue of Life.